# Frank Ferguson
Frank Ferguson (25 de diciembre de 1899 – 12 de septiembre de 1978) fue un actor de carácter de nacionalidad estadounidense, a lo largo de cuya carrera trabajó en centenares de producciones televisivas y cinematográficas.

## Biografía
Nacido en Ferndale, California, era el mayor de los dos hijos de W. Thomas Ferguson, un comerciante escocés, y de americana Annie Boynton. Se crio en su mativa Ferndale. Se diplomó en locución y arte dramático en la Universidad de California, y obtuvo una maestría por la Universidad Cornell. Además, fue profesor en la Universidad de California en Los Ángeles y en la Cornell.
Siendo joven conoció a Gilmor Brown, fundador y director del Pasadena Playhouse, llegando a ser uno de sus primeros directores, además de actuar en diferentes obras representadas por el centro Otra de sus funciones en el Playhouse fue la enseñanza.
Su debut en el cine llegó en 1939 con Gambling on the High Seas (estrenada en 1940), actuando en casi 200 largometrajes y en centenares de episodios televisivos.
El papel más conocido de Ferguson fue el de Gus Broeberg en la serie televisiva de la Columbia Broadcasting System My Friend Flicka, en la cual trabajó junto a Gene Evans, Johnny Washbrook y Anita Louise. En esa época Ferguson también fue el veterinario Calverton en las primeras emisiones de otra serie de la CBS, Lassie.
En 1948 actuó como McDougal en la comedia de Universal Abbott and Costello Meet Frankenstein. Tuvo un papel sin reflejo en los créditos en el año 1952 en el film Ma and Pa Kettle at the Fair. También actuó en los episodios 149, 173, y 178 de la serie El Llanero Solitario.
Antes de todas esas actuaciones televisivas, Ferguson ya había trabajado como Murdock en cinco episodios emitidos en 1953-1954 por la American Broadcasting Company de la sitcom The Pride of the Family, trabajando con Paul Hartman, Fay Wray, Natalie Wood y Robert Hyatt. Otra sitcom en la que participó fue la protagonizada por Jackie Cooper para la NBC The People's Choice. En 1959 fue Doc Spooner en el episodio "Wolf" de la serie western de ABC/Warner Brothers Sugarfoot, protagonizada por Will Hutchins.
Ferguson fue el juez Roy Bean en el episodio emitido en 1959 "Law West of the Pecos", perteneciente a la serie de ABC/WB Colt .45, que protagonizaba Wayde Preston. En  ese episodio también actuaban Lisa Gaye y Douglas Kennedy. Curiosamente, Ferguson interpretó a otro personaje, Todd Slater, en la misma serie, en el episodio de 1958 "Rare Specimen".
En 1960 Ferguson fue otro juez, Lloyd "Ol' Hang 'em By The Neck" Pomeroy, en "Riot At Arroyo Seco", un episodio de la serie Cheyenne, actuando junto a Clint Walker.
Ferguson encarnó en 1961 a otro personaje histórico, el gobernador Lewis Wallace en "The Great Western", uno de los capítulos de la serie western de la NBC The Tall Man, que protagonizaba Barry Sullivan, y en la cual actuaban Clu Gulager y Connie Gilchrist.
En la temporada 1963-1964, Ferguson fue escogido para el papel recurrente de Juez Gurney en la serie de NBC/Warner Brothers Temple Houston, protagonizada por Jeffrey Hunter. Otros actores en la producción eran Jack Elam y Mary Wickes.
Otro de los papeles de Ferguson, interpretado en la temporada 1964-1965, fue el de Pa Stockdale en la comedia televisiva de ABC No Time for Sergeants.
Ferguson tuvo tres personajes en The Andy Griffith Show, dos en Petticoat Junction, cuatro en Bonanza, cuatro en Perry Mason, y otros cuatro en Maverick. Fue artista invitado en series como Rescue 8, Whirlybirds, The Everglades, The Restless Gun, Riverboat, Overland Trail, National Velvet, Mr. Novak, The Real McCoys, The Rifleman, The Alaskans, Target: The Corruptors, The Asphalt Jungle, Mr. Smith Goes to Washington, General Electric Theater, The Texan y Sheriff of Cochise.
Ferguson trabajó también en las tres series interpretadas por Rod Cameron, City Detective, (1955), State Trooper (episodio de 1957 "No Blaze of Glory", con Vivi Janiss) y Coronado 9 (1960). También fue artista invitado en la temporada final de la sitcom de ABC Leave It to Beaver (1963).
Frank Ferguson falleció en Los Ángeles, California, en el año 1978, a causa de un cáncer. Sus restos fueron incinerados, y las cenizas esparcidas.

## Filmografía (selección)
- 1940 : Gambling on the High Seas, de George Amy
- 1940 : Father Is a Prince, de Noel M. Smith
- 1941 : Four Mothers, de William Keighley
- 1941 : Bullets for O'Hara, de William K. Howard
- 1941 : Life Begins for Andy Hardy, de George B. Seitz
- 1941 : You'll Never Get Rich, de Sidney Lanfield
- 1941 : Passage from Hong Kong, de D. Ross Lederman
- 1941 : At the Stroke of Twelve, de Jean Negulesco (cortometraje)
- 1941 : Murieron con las botas puestas, de Raoul Walsh
- 1941 : The Body Disappears, de D. Ross Lederman
- 1942 : Reap the Wild Wind, de Cecil B. DeMille
- 1942 : My Gal Sal, de Irving Cummings
- 1942 : Broadway, de William A. Seiter
- 1942 : This Gun for Hire, de Frank Tuttle
- 1942 : Grand Central Murder, de S. Sylvan Simon
- 1942 : Ten Gentlemen from West Point, de Henry Hathaway
- 1942 : Spy Ship, de B. Reeves Eason
- 1942 : Moonlight Masquerade, de John H. Auer
- 1942 : The Daughter of Rosie O'Grady, de Jean Negulesco (cortometraje)
- 1942 : Wings for the Eagle, de Lloyd Bacon
- 1942 : The War Against Mrs. Hadley, de Harold S. Bucquet
- 1942 : The Spirit of Stanford, de Charles Barton
- 1942 : You Can't Escape For Ever, de Jo Graham
- 1942 : City of Silent Men, de William Nigh
- 1942 : Boss of Big Town, de Arthur Dreifuss
- 1943 : Truck Busters, de B. Reeves Eason
- 1943 : The Meanest Man in the World, de Sidney Lanfield
- 1943 : Mission to Moscow, de Michael Curtiz
- 1943 : Pilot N° 5, de George Sidney
- 1943 : Salute to the Marines, de S. Sylvan Simon
- 1945 : Thrill of a Romance, de Richard Thorpe
- 1945 : Secrets of a Sorority Girl, de Frank Wisbar
- 1945 : The Dolly Sisters, de Irving Cummings
- 1946 : O.S.S., de Irving Pichel
- 1946 : Blonde for a Day, de Sam Newfield
- 1946 : The Searching Wind, de William Dieterle
- 1946 : Night and Day, de Michael Curtiz
- 1946 : Canyon Passage, de Jacques Tourneur
- 1946 : Little Miss Big, de Erle C. Kenton
- 1946 : If I'm Lucky, de Lewis Seiler
- 1946 : Lady Chaser, de Sam Newfield
- 1946 : Swell Guy, de Frank Tuttle
- 1946 : Golden Slippers, de Jerry Hopper (cortometraje)
- 1946 : Cross My Heart, de John Berry
- 1946 : California, de John Farrow
- 1947 : The Man I Love, de Raoul Walsh
- 1947 : The Perfect Marriage, de Lewis Allen
- 1947 : The Beginning or the End, de Norman Taurog
- 1947 : Un destino de mujer, de H. C. Potter
- 1947 : Blaze of Noon, de John Farrow
- 1947 : Killer at Large, de William Beaudine
- 1947 : Welcome Stranger, de Elliott Nugent
- 1947 : Danger Street, de Lew Landers
- 1947 : The Trouble with Women, de Sidney Lanfield
- 1947 : The Perils of Pauline de George Marshall
- 1947 : They Won't Believe Me, de Irving Pichel
- 1947 : Smooth Sailing, de Jerry Hopper (cortometraje)
- 1947 : Variety Girl, de George Marshall
- 1947 : Cass Timberlane, de George Sidney
- 1947 : The Fabulous Texan, de Edward Ludwig
- 1947 : La brigada suicida, de Anthony Mann
- 1947 : Road to Rio, de Norman Z. McLeod
- 1948 : The Bride Goes Wild, de Norman Taurog
- 1948 : Fort Apache, de John Ford
- 1948 : The Inside Story, de Allan Dwan
- 1948 : The Miracle of the Bells, de Irving Pichel
- 1948 : The Hunted, de Jack Bernhard
- 1948 : Fighting Father Dunne, de Ted Tetzlaff
- 1948 : Abbott and Costello Meet Frankenstein, de Charles Barton
- 1948 : The Vicious Circle, de W. Lee Wilder
- 1948 : The Walls of Jericho, de John M. Stahl
- 1948 : They Live by Night, de Nicholas Ray
- 1948 : Walk a Crooked Mile, de Gordon Douglas
- 1948 : The Babe Ruth Story, de Roy Del Ruth
- 1948 : Rachel and the Stranger, de Norman Foster
- 1948 : That Wonderful Urge, de Robert B. Sinclair
- 1949 : Dynamite, de William H. Pine
- 1949 : Shockproof, de Douglas Sirk
- 1949 : Slightly French, de Douglas Sirk
- 1949 : State Department: File 649, de Sam Newfield
- 1949 : Caught, de Max Ophüls
- 1949 : Homicide, de Felix Jacoves
- 1949 : The Barkleys of Broadway, de Charles Walters
- 1949 : Follow Me Quietly, de Richard Fleischer
- 1949 : Roseanna McCoy, de Irving Reis
- 1949 : Free for All, de Charles Barton
- 1949 : Dancing in the Dark, de Irving Reis
- 1950 : Key to the City, de George Sidney
- 1950 : Tyrant of the Sea, de Lew Landers
- 1950 : The Good Humor Man, de Lloyd Bacon
- 1950 : The Lawless, de Joseph Losey
- 1950 : Louisa, de Alexander Hall
- 1950 : The Furies, de Anthony Mann
- 1950 : He's a Cockeyed Wonder, de Peter Godfrey
- 1950 : Right Cross, de John Sturges
- 1950 : Under Mexicali Stars, de George Blair
- 1950 : Watch the Birdie, de Jack Donohue
- 1950 : The West Point Story, de Roy Del Ruth
- 1950 : Frenchie, de Louis King
- 1951 : The Great Missouri Raid, de Gordon Douglas
- 1951 : Santa Fe, de Irving Pichel
- 1951 : Thunder in God's Country, de George Blair
- 1951 : Warpath, de Byron Haskin
- 1951 : The People Against O'Hara, de John Sturges
- 1951 : The Barefoot Mailman, de Earl McEvoy
- 1951 : Elopement, de Henry Koster
- 1951 : The model and the marriage bróker, de George Cukor
- 1952 : The Cimarron Kid, de Budd Boetticher
- 1952 : Room for One More, de Norman Taurog
- 1952 : Boots Malone, de William Dieterle
- 1952 : Bend of the River, de Anthony Mann
- 1952 : La casa en la sombra, de Nicholas Ray
- 1952 : Chica para matrimonio, de George Cukor
- 1952 : Encubridora, de Fritz Lang
- 1952 : Rodeo, de William Beaudine
- 1952 : Oklahoma Annie, de R. G. Springsteen
- 1952 : Models, Inc., de Reginald Le Borg
- 1952 : The Winning Team, de Lewis Seiler
- 1952 : Has Anybody Seen my Gal, de Douglas Sirk
- 1952 : Wagons West, de Ford Beebe
- 1952 : Ma and Pa Kettle at the Fair, de Charles Barton
- 1952 : It Grows on Trees, de Arthur Lubin
- 1952 : The Iron Mistress, de Gordon Douglas
- 1952 : Million Dollar Mermaid, de Mervyn LeRoy
- 1952 : Stars and Stripes Forever, de Henry Koster
- 1953 : Star of Texas, de Thomas Carr
- 1953 : Woman They Almost Lynched, de Allan Dwan
- 1953 : Gardenia azul, de Fritz Lang
- 1953 : The Stars Are Singing, de Norman Taurog
- 1953 : The I Don't Care Girl, de Lloyd Bacon
- 1953 : Trouble Along the Way, de Michael Curtiz
- 1953 : House of Wax, de André de Toth
- 1953 : The Marksman, de Lewis D. Collins
- 1953 : Lone Hand, de George Sherman
- 1953 : Powder River, de Louis King
- 1953 : The Beast from 20,000 Fathoms, de Eugène Lourié
- 1953 : So This Is Love, de Gordon Douglas
- 1953 : Hannah Lee: An American Primitive, de Lee Garmes y John Ireland
- 1953 : The Big Leaguer, de Robert Aldrich
- 1953 : City of Bad Men, de Harmon Jones
- 1953 : Main Street to Broadway, de Tay Garnett
- 1953 : So Big!, de Robert Wise
- 1953 : Wicked Woman, de Russell Rouse
- 1953 : Texas Bad Man, de Lewis D. Collins
- 1954 : Riding Shotgun, de André de Toth
- 1954 : Johnny Guitar, de Nicholas Ray
- 1954 : The Shangai Story, de Frank Lloyd
- 1954 : The Outcast, de William Witney
- 1954 : A Star Is Born, de George Cukor
- 1954 : Drum Beat, de Delmer Daves
- 1954 : Young at Heart, de Gordon Douglas
- 1954 : Black Tuesday, de Hugo Fregonese
- 1955 : The Violent Men, de Rudolph Maté
- 1955 : Battle Cry, de Raoul Walsh
- 1955 : New York Confidential, de Russell Rouse
- 1955 : The Eternal Sea, de John H. Auer
- 1955 : City of Shadows, de William Witney
- 1955 : Moonfleet, de Fritz Lang
- 1955 : The McConnell Story, de Gordon Douglas
- 1955 : Trial, de Mark Robson
- 1955 : A Lawless Street, de Joseph H. Lewis
- 1955 : At Gunpoint, de Alfred L. Werker
- 1957 : The Phantom Stagecoach, de Ray Nazarro
- 1957 : The Iron Sheriff, de Sidney Salkow
- 1957 : Gun Duel in Durango, de Sidney Salkow
- 1957 : This Could Be the Night, de Robert Wise
- 1957 : The Lawless Eighties, de Joseph Kane
- 1958 : Cole Younger, Gunfighter, de R. G. Springsteen
- 1958 : The Light in the Forest, de Herschel Daugherty
- 1958 : Terror in a Texas Town, de Joseph H. Lewis
- 1958 : Man of the West, de Anthony Mann
- 1958 : Revolt in the Big House, de R. G. Springsteen
- 1958 : Andy Hardy Comes Home, de Howard W. Koch
- 1960 : The Big Night, de Sidney Salkow
- 1960 : Raymie, de Frank McDonald
- 1960 : Sunrise at Campobello, de Vincent J. Donehue
- 1961 : Pocketful of Miracles, de Frank Capra
- 1964 : The Quick Gun, de Sidney Salkow
- 1964 : Hush... Hush, Sweet Charlotte, de Robert Aldrich
- 1965 : Those Calloways, de Norman Tokar
- 1965 : The Great Sioux Massacre, de Sidney Salkow